# Parafia Świętej Rodziny w Tarnowie
Parafia Świętej Rodziny w Tarnowie – parafia rzymskokatolicka znajdująca się w diecezji tarnowskiej, w dekanacie Tarnów Południe. Parafię prowadzą księża ze Zgromadzenia Księży Misjonarzy.

## Zasięg parafii
Północną granicę parafii św. Rodziny w Tarnowie wyznaczają ulice: Biała, Kardynała Wyszyńskiego oraz Szujskiego. Od wschodu parafia sięga ulic Hodowlanej, Krasińskiego i Bandrowskiego, a  od południa Gliniańskiej i Grunwaldzkiej. Od zachodu granicę parafii wyznacza rzeka Biała. Parafia obejmuje zatem południową część dzielnicy Strusina oraz większość Chyszowa.

## Historia

### Budowa kościoła i początki parafii (1904–1914)
W połowie listopada 1903 roku biskup tarnowski Leon Wałęga zaproponował misjonarzom budowę domu oraz kościoła w Tarnowie. Zaoferował plac pod budowę i ok. 30 tysięcy koron pochodzących z Tarnowskiej Kasy Oszczędności. W XIX wieku w Tarnowie istniała tylko parafia Narodzenia Najświętszej Maryi Panny. Należało wówczas do niej około 30 tysięcy katolików z Tarnowa, sześciu przedmieść oraz ośmiu wsi podtarnowskich. Pilne było więc podzielenie tejże parafii na co najmniej drugą. Misjonarze znani byli wcześniej w diecezji tarnowskiej z gorliwej pracy duszpasterskiej, a zwłaszcza z przeprowadzanych rekolekcji i misji parafialnych.

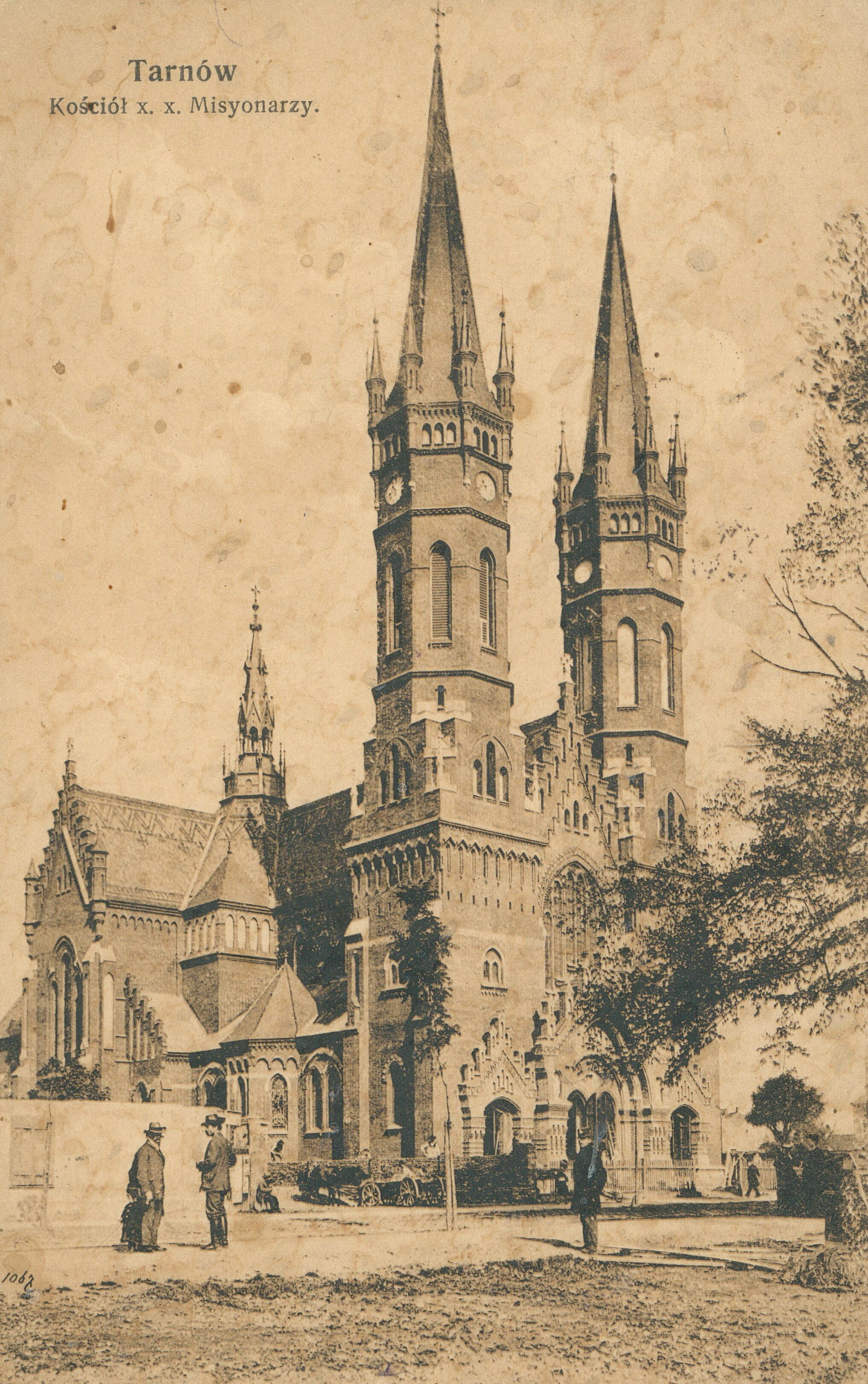
Kościół św. Rodziny na pocztówce z 1909 roku

Wyższy przełożony Zgromadzenia Misji, ksiądz wizytator Józef Kiedrowski, przystał na prośbę biskupa Leona Wałęgi i w lutym 1904 roku do Tarnowa przybyli trzej pierwsi misjonarze: Stanisław Tyczkowski (mianowany superiorem), Zygmunt Truszkowski i Sylwester Kandora. Księża zamieszkali w kamienicy przy ulicy Bernardyńskiej 14 i początkowo objęli opieką duszpasterską kościół Najświętszej Maryi Panny Wniebowziętej (zwanym popularnie kościołem na Burku), kaplicę Sanguszków, dom Sióstr Miłosierdzia oraz szpital miejski.
Na miejsce budowy kościoła i domu wybrano teren przy ulicy Krakowskiej, w dzielnicy Strusina, w pobliżu stacji kolejowej. Parcelę pod budowę kościoła zaoferowała księża Konstancja z Zamoyskich Sanguszkowa. Od 1904 roku ks. Tyczkowski jeździł w niedziele i święta do parafii diecezji tarnowskiej, a także na Śląsk, do Prus Wschodnich, głosząc kazania i zbierając ofiary na budowę nowej świątyni. W tym samym roku ks. Tyczkowski utworzył Komitet Budowy Kościoła, nad którym patronat objął ordynariusz Leon Wałęga.
Kościół i dom Księży Misjonarzy zaprojektował znany i ceniony architekt Jan Sas-Zubrzycki. W dniu 10 września 1905 roku bp Leon Wałęga uroczyście poświęcił kamień węgielny, a okolicznościową homilię wygłosił ks. Stanisław Walczyński – znany tarnowski kaznodzieja. Miasto na tę niecodzienną okoliczność było całe odświętnie przybrane i przystrojone kwiatami, wieńcami i flagami miejskimi, narodowymi i kościelnymi.
Budowę kościoła i domu ukończono w lecie 1908 roku. Najpierw dokonano poświęcenia domu w dniu 23 maja 1908 roku. W dniu 4 października 1908 roku bp Wałęga dokonał uroczystej konsekracji nowo wybudowanej świątyni. 1 lipca 1911 roku erygowano nową parafię, której proboszczem został ks. Stanisław Tyczkowski. Liczba parafian przed I wojną światową wynosiła około 5-6 tysięcy, a w parafii pracowało zwykle 6 księży i 2 braci.

### I wojna światowa i okres międzywojenny (1914–1939)
W 1914 roku misjonarze rozwinęli w opiekę nad rannymi, pełnili wśród żołnierzy funkcje kapelanów. Kościół doznał uszkodzeń dachu i witraży wskutek wybuchów pocisków kierowanych na pobliski dworzec kolejowy. W 1917 roku nowym proboszczem i superiorem został ks. Józef Gaworzewski, a w 1919 roku ks. Jan Rossman. Najpilniejszą sprawą po pierwszej wojnie były naprawy zniszczeń kościoła (poszycie dachu, dachówki, część witraży.  Dodatkowo sprawiono nowe ołtarze św. Józefa i św. Antoniego, zakupiono nowe dzwony, wykonano instalację elektryczną.

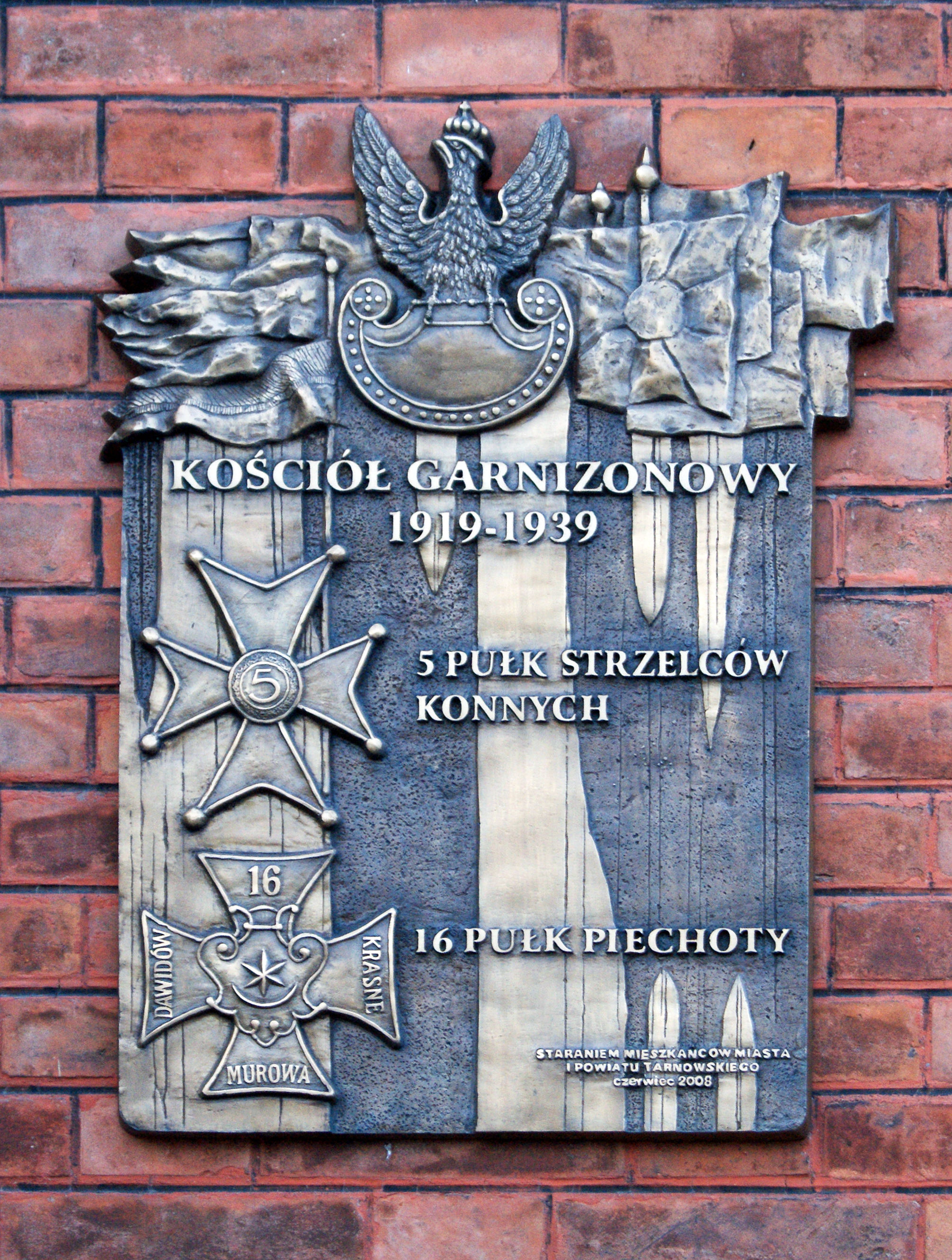
Tablica pamiątkowa odsłonięta 8 czerwca 2008

W latach 1918–1939 kościół misjonarzy pełnił rolę kościoła garnizonowego. W mieście na stale stacjonowały dwie jednostki wojskowe: 16 pułku piechoty Ziemi Tarnowskiej i 5 pułk strzelców konnych. Kościół św. Rodziny był kościołem pomocniczym dla duszpasterstwa wojskowego.
Kolejny superior, ks. Franciszek Buchhom (1926–1934) kierował pracami dekarskimi, kładzeniem dachówek, wykonaniem polichromii, a także naprawami, gdy w styczniu 1928 szalejąca wichura pozrywała dachówki z kościoła. Zdecydowano się wówczas pokryć wieże blachą cynkową, aby uniknąć niebezpieczeństwa zrywania dachówek podczas silnych wiatrów. Ostatnim przełożonym w okresie międzywojennym był ks. Bronisław Szymański (1934–1940). Kiedy teren parafii został powiększony o osiedle Huta, z jego inicjatywy został wybudowany Dom Ubogich im. św. Ludwiki de Marillac (1935–1937), w którym umieszczono ochronkę, żłobek, sierociniec, warsztaty pracy dla młodzieży oraz schronisko dla seniorów. Inwestycja ta kosztowała około 200 tysięcy zł.
W roku akademickim 1937/38 w domu tarnowskim zamieszkali alumni obrządku bizantyjskiego (Łemkowie), którzy dotychczas przebywali w seminarium częstochowskim w Krakowie. Szesnastu kleryków rozpoczęło zajęcia w seminarium tarnowskim. Ich opiekunem i ojcem duchownym został mianowany ks. Wendelin Świerczek. Dom tarnowski w okresie –międzywojennym liczył zwykle około sześciu księży i dwóch braci. Prowadzili oni duszpasterstwo parafialne, katechizowali w czterech szkołach, kierowali kilkoma stowarzyszeniami młodzieżowymi.

### II wojna światowa (1939–1945)

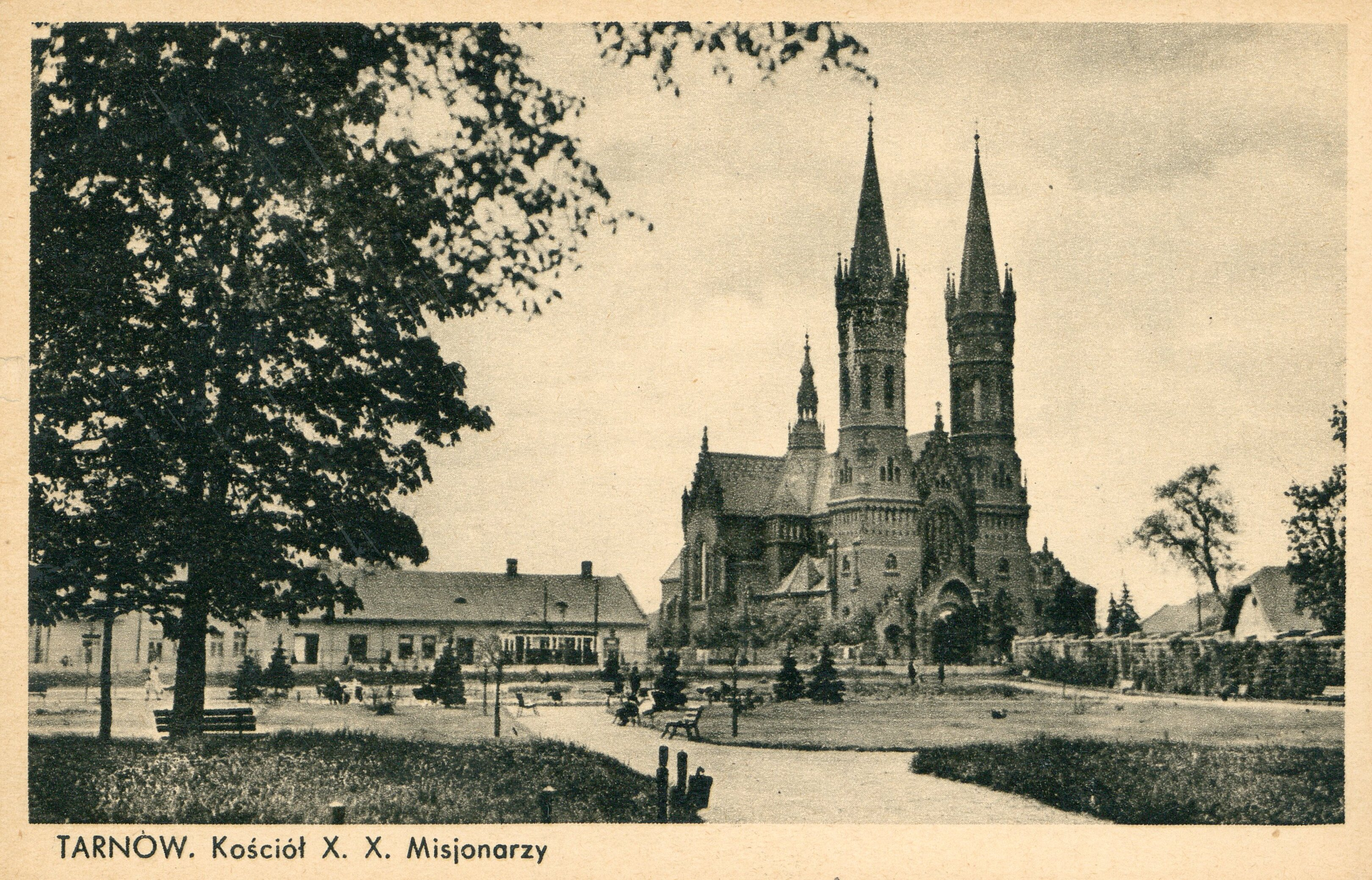
Kościół parafialny Świętej Rodziny na pocztówce z lat 1937–1939

W domu tarnowskim w chwili rozpoczęcia wojny duszpasterzowało sześciu księży: superior i proboszcz Bronisław Szymański, Andrzej Masny, Władysław Mierzejewski, Wendelin Świerczek, Józef Woźniacki, Edmund Włodarz oraz trzech braci. Po rezygnacji we wrześniu 1940 roku ks. Szymańskiego nowym superiorem zamianowano ks. W. Mierzejewskiego. Duszpasterstwo cieszyło się względnym spokojem. W domu tarnowskim znalazło schronienie wielu misjonarzy z innych domów. W 1941 roku wojska niemieckie zajęły dom parafialny i budynki szkolne. W tym czasie, za zgodą kurii biskupiej, w kościele odbywały się dla nich ewangelickie nabożeństwa, odprawiane przez niemieckiego kapelana.
W okresie od stycznia do marca 1942 roku wszystkie kościoły tarnowskie zostały zamknięte z powodu epidemii tyfusu. W 1943 roku misjonarze na prośbę administratora diecezji tarnowskiej bpa Edwarda Komara przeprowadzili serię rekolekcji i misji parafialnych. Dnia 4 listopada 1944 roku na budynek kościoła spadły dwie bomby. Jedna uderzyła w dach i wybuchła na strychu powodując zerwanie dachówek; druga przebiła się nad ołtarzem Serca Jana Jezusa niszcząc całe sklepienie nawy bocznej.

### Okres powojenny (po 1945)

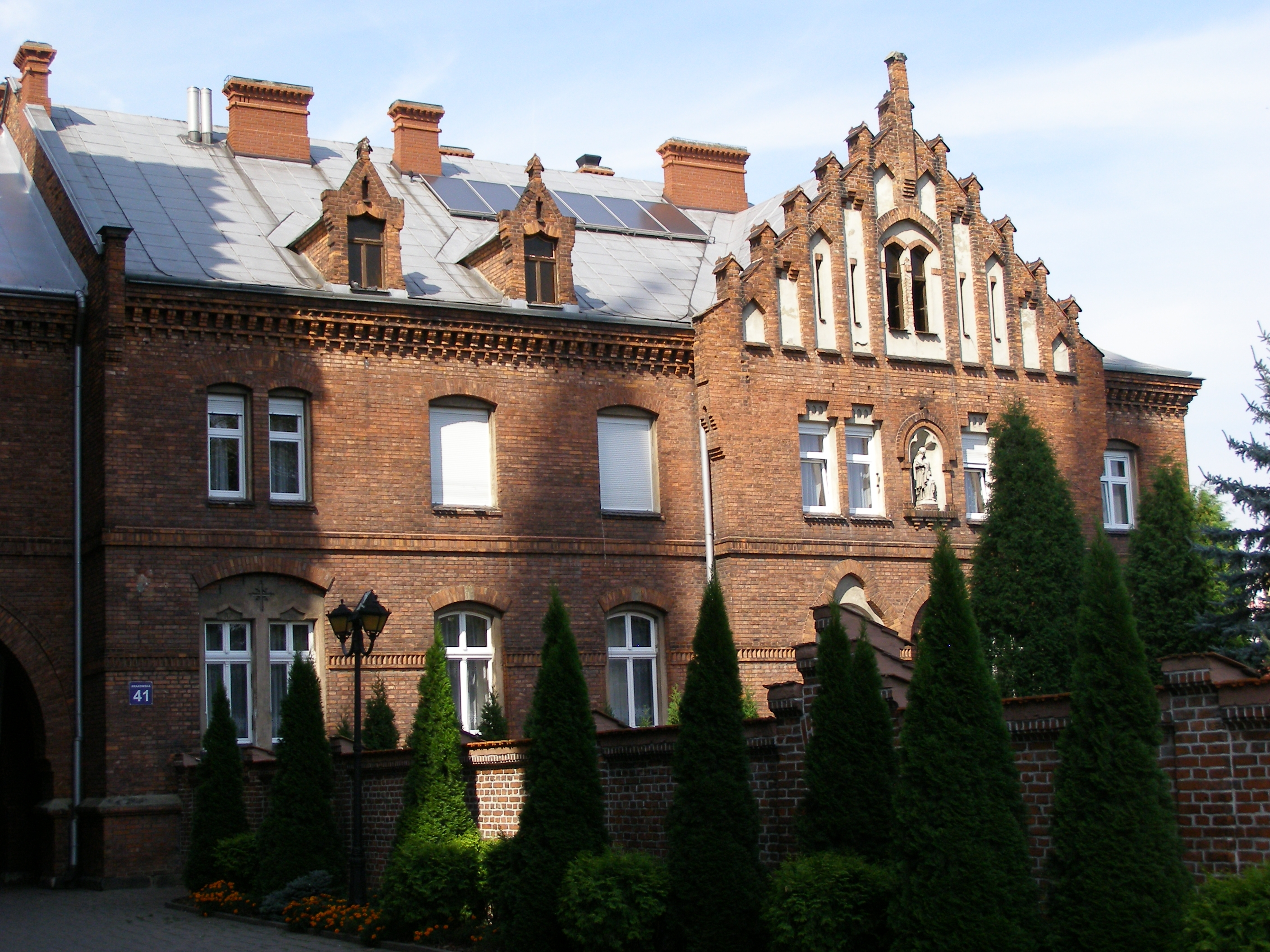
Zabytkowy budynek plebanii

Bezpośrednio po wojnie duszpasterstwem kierowało dwóch superiorów: Franciszek Matelski (1946) oraz Stanisław Kałężny (1946–1958). Szkody zostały szybko naprawione i odrestaurowano kościół i plebanię. W latach 1973–1974 rozbudowano plebanię w celu urządzenia pomieszczeń katechetycznych i pomieszczeń mieszkalnych dla sióstr miłosierdzia i księży. W latach 1982–1983 wzniesiono nowy dom katechetyczny. W latach dziewięćdziesiątych odzyskano zabrany po wojnie Dom Ubogich im. św. Ludwiki de Marillac przy ul. Robotniczej 4. Mieści się w nim Zakład Specjalny prowadzony przez Zgromadzenie Sióstr Miłosierdzia św. Wincentego a Paulo. W roku 2023 w domu i parafii pracowało jedenastu księży. Liczebność parafii szacuje się na około 11 tysięcy osób.

## Działalność charytatywna i duszpasterska
W kościele misjonarzy, z racji położenia w pobliżu dworca kolejowego, zespołu przystanków autobusowych miejskich i regionalnych oraz głównej arterii komunikacyjnej prowadzącej do centrum (ul. Krakowska), jest całodzienna adoracja Najświętszego Sakramentu oraz stały dyżur w konfesjonale.
Przy parafii działa Tarnowskie Hospicjum Domowe im. bł. Fryderyka Ozanama. Działa ono w formie opieki domowej. Zespół wolontariuszy towarzyszy pacjentom i rodzinie podczas choroby i umierania. Po śmierci podopiecznego rodzina w dalszym ciągu może korzystać ze wsparcia wolontariuszy Hospicjum.
Od 1981 roku działa także Wincentyński Zespół Charytatywny - Caritas. W parafialnym Oddziale ”Caritas” funkcjonuje kuchnia, w której są przygotowywane i wydawane od poniedziałku do piątku obiady. W punkcie charytatywnym, znajdujący się w potrzebie zaopatrywani są także regularnie w ciągu tygodnia w artykuły żywnościowe. Oddział rozdysponowuje też odzież i obuwie przekazywane „Caritas” przez ofiarnych parafian. Stałą i systematyczną opieką materialną objętych jest obecnie ponad 50 ubogich rodzin. Doraźnie wspomagana jest także coraz liczniejsza grupa rodzin dotkniętych bezrobociem, bądź czasowo znajdujących się w trudnej sytuacji materialnej.
Przy parafii działają następujące grupy duszpasterskie:
- Liturgiczna Służba Ołtarza
- Wincentyńska Młodzież Maryjna
- Akcja Katolicka
- Duszpasterstwo kolejarzy
- Wspólnota Wiara i Światło
- Odnowa w Duchu Świętym
- Apostolat Maryjny
- Straż Honorowa NSPJ
- Męski Różaniec
- Domowy Kościół
- Koło Przyjaciół Radia Maryja
- Kawiarenka parafialna „Na pięterku”
- Duszpasterstwo Tradycji Katolickiej
- Grupa 4 „św. Wincenty a Paulo” Pieszej Pielgrzymi Tarnowskiej[19].

## Proboszczowie i superiorzy
Proboszcz parafii jest jednocześnie superiorem (przełożonym domu Zgromadzenia Misji):
- Stanisław Tyczkowski (1903–1917)
- Józef Gaworzewski (1917–1919)
- Jan Rossman (1919–1926)
- Franciszek Buchhorn (1926–1934)
- Bronisław Szymański (1934–1939)
- Władysław Mierzejewski (1939–1946)
- Franciszek Matelski (1946)
- Stanisław Kałężny (1946–1958)
- Stanisław Dymek (1958–1964)
- Jan Kasztelan (1964–1971)
- Józef Jachimczak (1971–1983)
- Edmund Karuk (1983–1992)
- Henryk Chojnacki (1992–1996)
- Jerzy Berdychowski (1996–2006)
- Zdzisław Góra (2006–2015)
- Marian Oleksy (2015–2024)[20]
- Arkadiusz Markowski (od 2024)[21]

## Linki  zewnętrzne
- Informacje o parafii na stronie diecezji tarnowskiej
- Strona internetowa parafii